# Guiding

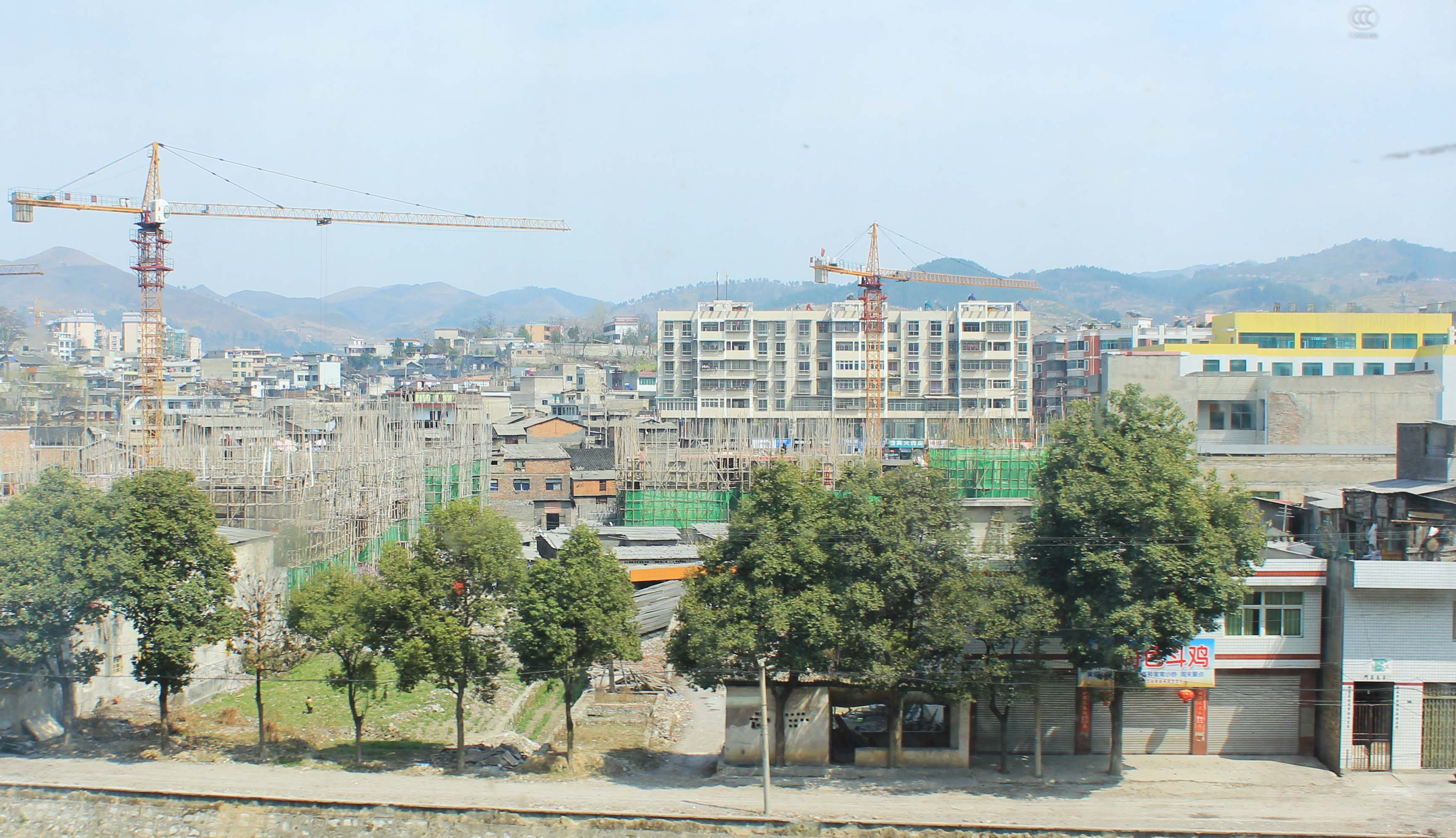
Guiding (2011)

Guiding (chinesisch 贵定县, Pinyin Guìdìng Xiàn) ist ein chinesischer Kreis im Autonomen Bezirk Qiannan der Bouyei und Miao im Süden der Provinz Guizhou. Guiding hat eine Fläche von 1.625 km² und zählt 243.300 Einwohner (Stand: Ende 2018).

## Administrative Gliederung
Auf Gemeindeebene setzt sich der Kreis aus acht Großgemeinden und zwölf Gemeinden zusammen.
Diese sind:
- Großgemeinde Chengguan 城关镇
- Großgemeinde Dexin 德新镇
- Großgemeinde Xinba 新巴镇
- Großgemeinde Panjiang 盘江镇
- Großgemeinde Yanshan 沿山镇
- Großgemeinde Jiuzhi 旧治镇
- Großgemeinde Changming 昌明镇
- Großgemeinde Yunwu 云雾镇

- Gemeinde Xinpu 新铺乡
- Gemeinde Luobeihe 洛北河乡
- Gemeinde Machanghe 马场河乡
- Gemeinde Dingdong 定东乡
- Gemeinde Dingnan 定南乡
- Gemeinde Gonggu 巩固乡
- Gemeinde Duliu 都六乡
- Gemeinde Yanxia 岩下乡
- Gemeinde Houchangbao 猴场堡乡
- Gemeinde Baoguan 抱管乡
- Gemeinde Tiechang 铁厂乡
- Gemeinde Yaoshang 窑上乡

## Sonstiges
In der Gemeinde Yanxia befindet sich eine Zuchtstation für Chinesische Riesensalamander.